# Paul Ramm

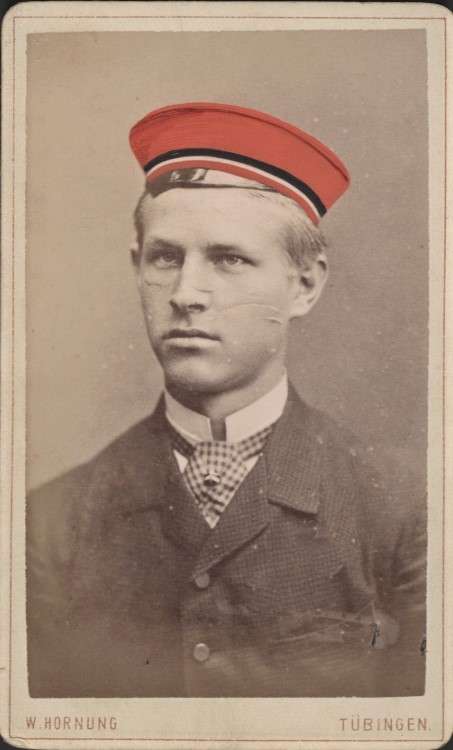
Paul Ramm, 1882

Paul Heinrich Ernst Otto August Ramm (* 20. Oktober 1862 in Charlottenburg, Kreis Wirsitz; † 1941) war ein deutscher Verwaltungsjurist und Gutsbesitzer.

## Leben
Ramm war ein Sohn des Rittergutsbesitzers Robert Ramm auf Charlottenburg und dessen Ehefrau Charlotte Ramm geb. Einbeck. Er besuchte das Gymnasium in Schneidemühl und studierte nach dem Abitur (1880) Rechtswissenschaften an der Eberhard Karls Universität Tübingen. Dort wurde er Mitglied des Corps Suevia. 1884 bestand Ramm das erste Staatsexamen. 1887 trat er als Referendar zur Verwaltung über. Er wurde nach dem bestandenen zweiten Staatsexamen 1890 Regierungsassessor in Hannover und amtierte von 1899 bis 1904 als Landrat des Kreises Samter. 1905 wurde er Regierungsrat in Stettin. 1913 schied er aus dem Staatsdienst aus und lebte als Gutsbesitzer in Carlsbach, Kreis Wirsitz. Nachdem der Kreis Wirsitz 1919 an Polen gefallen war, musste Ramm sein Gut 1924 aufgeben und ließ sich in Eisenach nieder.